# Launch Customer
Ein Launch Customer (deutsch Produkteinführungskunde) ist der Erstkunde und Erstanwender für ein neu zu konstruierendes oder konstruiertes Produkt der Investitionsgüterindustrie.
Dieser spielt zum Beispiel bei der Entwicklung eines Flugzeugs eine herausragende Rolle, denn er bestimmt dessen erste Konfiguration. Dazu gehört u. a. die Auswahl der Triebwerke, Art und Anzahl der Bestuhlung, das geforderte Abfluggewicht und die Reichweite. Der Launch Customer begleitet die Prototypen während der Zertifizierung und übernimmt diese Modelle anschließend in seinen Linienverkehrsdienst. Der damit verbundene Aufwand amortisiert sich durch einen günstigeren Kaufpreis, die individuelle Konfiguration sowie das meist hohe Interesse der Passagiere. 
Den wohl größten Einfluss durch einen Launch Customer auf einen neuen Flugzeugtyp im Jet-Zeitalter hatte die Pan American World Airways bei der Konstruktion und der Entwicklung der Boeing 747, des damals bei weitem größten Passagierflugzeugs der Welt.